# Manuel Escudeiro Ferreira de Sousa
Manoel Escudeiro de Souza (Lisboa, - ) fue un militar y administrador colonial portugués.
Fue gobernador de la Capitanía de Santa Catalina entre el 2 de febrero de 1749 hasta el 25 de octubre de 1753, nombrado por Carta Patente del 15 de septiembre de 1748. En su periodo llegó la mayoría de parejas azorianas al territorio de su capitanía en número aproximado de 4,500 personas.